# Songshi yangsheng bu
Das Werk Songshi yangsheng bu (chinesisch 宋氏养生部 – „Familie Songs Führer für die Pflege des Physischen“) wurde von Song Xu (宋诩) im Jahr 1504 der Ming-Dynastie verfasst.
Der Verfasser stammt aus Huating (华亭) in Jiangnan (江南). Es umfasst zusammen 6 Kapitel (juan). Hauptsächlich werden darin die Kocherfahrungen seiner Mutter berichtet, die lange in Peking gelebt hat. Den Schwerpunkt bilden Gerichte der Jiangsu-Küche und Pekinger Küche. Neben Gerichten der Han-Chinesen sind darin auch Speisen der Mongolen, Hui, Tibeter (Zang), Mandschu, Miao (Hmong) und Uiguren enthalten.

## Inhaltsübersicht
- Kap.1[2]
  - Tee, Alkoholika, jiang (Sojasoße u. a.), Essig u. a. (茶、酒、酱、醋)
- Kap.2
  - Speisen aus Weizenmehl, Speisen aus Stärke, Zuckerherstellung, Kandieren von Früchten, Suppen u. a. (面食、粉食、{饣唐}制、蜜饯、汤水)
- Kap.3-4
  - Fleischgerichte aus Säugetieren, Geflügel, geschuppten Tiere (Fisch u. a.), Reptilien u. a.(兽属、禽属、鳞属、虫属荤食)
- Kap.5
  - Gemüse und Früchte, vegetarische Gerichte u. a. (菜果、素食)
- Kap.6
  - verschiedene Verarbeitungsarten, Herstellung von Medizin, Lagerung, Meidung u. a. (杂造、药制、收藏、宜禁)

In den sechs Kapiteln werden insgesamt über 1300 Verarbeitungs- und Lagerungsmethoden für Lebensmittel berichtet.

## Alte Drucke und moderne Ausgaben
Das Werk ist im Zhuyu shanfang zabu (竹屿山房杂部; „Miszellen aus dem Bambusinsel-Studio“) enthalten, wovon es eine Siku quanshu (四库全书)-Ausgabe gibt. Im Pekinger Verlag Zhongguo shangye chubanshe ist 1989 eine von Tao Wentai (陶文台) kommentierte und mit Anmerkungen versehene Ausgabe erschienen.